# DDR-Meisterschaften im Hallenfaustball 1982/83
Die DDR-Meisterschaften im Hallenfaustball 1982/83 waren die 31. Austragung der DDR-Meisterschaften der Männer und Frauen im Hallenfaustball der DDR in der Saison 1982/83. Die Finalspiele fanden am Sonnabend, den 9. April 1983 in Schleife in der Lausitz statt.
Mit Chemie Weißwasser bei den Frauen und Lokomotive Dresden bei den Männern setzten sich die vorjährigen Meister auch in dieser Saison durch. Beide kamen zu ihrem siebten Hallentitel seit 1976.

## Frauen
Endstand
| Platz | Mannschaft        |
| ----- | ----------------- |
| 1.    | Chemie Weißwasser |
| 2.    | Lok Schwerin      |
| 3.    | Pentacon Dresden  |

## Männer
Endstand
| Platz | Mannschaft               |
| ----- | ------------------------ |
| 1.    | Lok Dresden I            |
| 2.    | BSG Fortschritt Glauchau |
| 3.    | Lok Dresden II           |